# Stecchericium isabellinum
Stecchericium isabellinum är en svampart som beskrevs av Corner 1989. Stecchericium isabellinum ingår i släktet Stecchericium och familjen Bondarzewiaceae.   Inga underarter finns listade i Catalogue of Life.